# Campeonato Mundial de Taekwondo de 2011
O Campeonato Mundial de Taekwondo de 2011 foi a 20ª edição do evento, organizado pela Federação Mundial de Taekwondo (WTF) entre 1 de maio a 6 de maio de 2011. A competição foi realizada no Estádio Coberto de Gyeongju, em Gyeongju, Coreia do Sul. 

## Resultados
Os resultados foram os seguintes. 
Masculino
| Evento                   | Ouro                            | Prata                          | Bronze                                  |
| Até 54 kg (detalhes)     | Tailândia · Chutchawal Khawlaor | Coreia do Sul Park Ji-woong    | Rússia · Seyfula Magomedov              |
| Até 54 kg (detalhes)     | Tailândia · Chutchawal Khawlaor | Coreia do Sul Park Ji-woong    | Irão Meisam Bagheri                     |
| Até 58 kg (detalhes)     | Espanha · Joel González         | Portugal · Rui Bragança        | Taipé Chinesa · Wei Chen-yang           |
| Até 58 kg (detalhes)     | Espanha · Joel González         | Portugal · Rui Bragança        | República Dominicana · Gabriel Mercedes |
| Até 63 kg (detalhes)     | Coreia do Sul Lee Dae-hoon      | Reino Unido · Michael Harvey   | Tailândia · Nacha Punthong              |
| Até 63 kg (detalhes)     | Coreia do Sul Lee Dae-hoon      | Reino Unido · Michael Harvey   | Vietname · Lê Huỳnh Châu                |
| Até 68 kg (detalhes)     | Turquia · Servet Tazegül        | Irão Mohammad Bagheri Motamed  | Afeganistão · Rohullah Nikpai           |
| Até 68 kg (detalhes)     | Turquia · Servet Tazegül        | Irão Mohammad Bagheri Motamed  | Reino Unido · Martin Stamper            |
| Até 74 kg (detalhes)     | Irão Alireza Nasr Azadani       | Tailândia · Patiwat Thongsalap | Mali · Ismaël Coulibaly                 |
| Até 74 kg (detalhes)     | Irão Alireza Nasr Azadani       | Tailândia · Patiwat Thongsalap | Turquia · Rıdvan Baygut                 |
| Até 80 kg (detalhes)     | Irão Farzad Abdollahi           | Turquia · Yunus Sarı           | Marrocos · Issam Chernoubi              |
| Até 80 kg (detalhes)     | Irão Farzad Abdollahi           | Turquia · Yunus Sarı           | Azerbaijão · Ramin Azizov               |
| Até 87 kg (detalhes)     | Irão Yousef Karami              | Coreia do Sul Cha Dong-min     | Espanha · Jon García                    |
| Até 87 kg (detalhes)     | Irão Yousef Karami              | Coreia do Sul Cha Dong-min     | Itália · Carlo Molfetta                 |
| Mais de 87 kg (detalhes) | Coreia do Sul Jo Chol-ho        | Uzbequistão · Akmal Irgashev   | Irão Kourosh Rajoli                     |
| Mais de 87 kg (detalhes) | Coreia do Sul Jo Chol-ho        | Uzbequistão · Akmal Irgashev   | Chipre · Andreas Stylianou              |

Feminino
| Evento                   | Ouro                          | Prata                         | Bronze                          |
| Até 46 kg (detalhes)     | Coreia do Sul Kim So-hui      | China · Li Zhaoyi             | Turquia · Rukiye Yıldırım       |
| Até 46 kg (detalhes)     | Coreia do Sul Kim So-hui      | China · Li Zhaoyi             | Alemanha · Sümeyye Manz         |
| Até 49 kg (detalhes)     | China · Wu Jingyu             | Taipé Chinesa · Yang Shu-chun | Espanha · Brigitte Yagüe        |
| Até 49 kg (detalhes)     | China · Wu Jingyu             | Taipé Chinesa · Yang Shu-chun | Marrocos · Sanaa Atabrour       |
| Até 53 kg (detalhes)     | Croácia · Ana Zaninović       | Marrocos · Lamyaa Bekkali     | Coreia do Sul Lee Hye-young     |
| Até 53 kg (detalhes)     | Croácia · Ana Zaninović       | Marrocos · Lamyaa Bekkali     | Turquia · Hatice Kübra Yangın   |
| Até 57 kg (detalhes)     | China · Hou Yuzhuo            | Reino Unido · Jade Jones      | França · Marlène Harnois        |
| Até 57 kg (detalhes)     | China · Hou Yuzhuo            | Reino Unido · Jade Jones      | Coreia do Sul Lim Su-jeong      |
| Até 62 kg (detalhes)     | Tailândia · Rangsiya Nisaisom | Croácia · Marina Sumić        | Canadá · Karine Sergerie        |
| Até 62 kg (detalhes)     | Tailândia · Rangsiya Nisaisom | Croácia · Marina Sumić        | Turquia · Dürdane Altunel       |
| Até 67 kg (detalhes)     | Reino Unido · Sarah Stevenson | China · Guo Yunfei            | Coreia do Sul Hwang Kyung-seon  |
| Até 67 kg (detalhes)     | Reino Unido · Sarah Stevenson | China · Guo Yunfei            | Alemanha · Helena Fromm         |
| Até 73 kg (detalhes)     | França · Gwladys Épangue      | Coreia do Sul Oh Hye-ri       | Sérvia · Milica Mandić          |
| Até 73 kg (detalhes)     | França · Gwladys Épangue      | Coreia do Sul Oh Hye-ri       | Rússia · Anastasia Baryshnikova |
| Mais de 73 kg (detalhes) | França · Anne-Caroline Graffe | Coreia do Sul An Sae-bom      | Espanha · Rosana Simón          |
| Mais de 73 kg (detalhes) | França · Anne-Caroline Graffe | Coreia do Sul An Sae-bom      | Rússia · Olga Ivanova           |

## Quadro de medalhas
O quadro de medalhas foi publicado. 
| Ordem | País                 | Medalha de ouro | Medalha de prata | Medalha de bronze | Total |
| ----- | -------------------- | --------------- | ---------------- | ----------------- | ----- |
| 1     | Coreia do Sul        | 3               | 4                | 3                 | 10    |
| 2     | Irão                 | 3               | 1                | 2                 | 6     |
| 3     | China                | 2               | 2                | 0                 | 4     |
| 4     | Tailândia            | 2               | 1                | 1                 | 4     |
| 5     | França               | 2               | 0                | 1                 | 3     |
| 6     | Reino Unido          | 1               | 2                | 1                 | 4     |
| 7     | Turquia              | 1               | 1                | 4                 | 6     |
| 8     | Croácia              | 1               | 1                | 0                 | 2     |
| 9     | Espanha              | 1               | 0                | 3                 | 4     |
| 10    | Marrocos             | 0               | 1                | 2                 | 3     |
| 11    | Taipé Chinesa        | 0               | 1                | 1                 | 2     |
| 12    | Portugal             | 0               | 1                | 0                 | 1     |
| 12    | Uzbequistão          | 0               | 1                | 0                 | 1     |
| 14    | Rússia               | 0               | 0                | 3                 | 3     |
| 15    | Alemanha             | 0               | 0                | 2                 | 2     |
| 16    | Afeganistão          | 0               | 0                | 1                 | 1     |
| 16    | Azerbaijão           | 0               | 0                | 1                 | 1     |
| 16    | Canadá               | 0               | 0                | 1                 | 1     |
| 16    | Chipre               | 0               | 0                | 1                 | 1     |
| 16    | República Dominicana | 0               | 0                | 1                 | 1     |
| 16    | Itália               | 0               | 0                | 1                 | 1     |
| 16    | Mali                 | 0               | 0                | 1                 | 1     |
| 16    | Sérvia               | 0               | 0                | 1                 | 1     |
| 16    | Vietname             | 0               | 0                | 1                 | 1     |
| Total | Total                | 16              | 16               | 32                | 64    |